# Économie du Mexique
L’économie du Mexique a été classée 12e parmi les économies mondiales en 2012 avec un produit intérieur brut 1 788 milliards $, mesuré en parité de pouvoir d'achat. Le Mexique possède une économie de marché orientée vers l'exportation, c'est le pays qui a le plus haut revenu par habitant d'Amérique latine, en taux de change sur le marché. Le Mexique est l'un des trois seuls États d'Amérique Latine membre de l'OCDE avec le Chili et la Colombie.
Moody's (en mars 2000) et Fitch IBCA (en janvier 2002) ont publié des estimations pour la dette nationale du Mexique. En dépit de sa stabilité macroéconomique sans précédent, qui a réduit l'inflation et les taux d'intérêt à des minimums records et a augmenté le revenu par habitant, des écarts immenses persistent entre la population urbaine et la population rurale, les États du Nord et les États du Sud, et les riches et les pauvres.
L'économie est composée d'un mélange d'industrie et d'agriculture à la fois moderne et archaïque, ces deux ensembles d'activités étant dominés par le secteur privé. Les gouvernements récents ont renforcé la concurrence des ports, des chemins de fer, des télécommunications, de la production d'électricité, de la distribution du gaz naturel et des aéroports, avec l'objectif d'améliorer l'infrastructure. Comme il s'agit d'une économie orientée vers l'exportation, plus de 90 % du marché mexicain est sous les accords de libre échange avec plus de quarante pays, dont l'Union européenne, le Japon, Israël, la majeure partie de l'Amérique centrale et l'Amérique du Sud. Le traité de libre-échange le plus important est l'ALENA, qui a pris effet en 1994, et a été ratifié en 1992 par les gouvernements des États-Unis, du Canada et du Mexique. En 2006, le commerce avec ses deux partenaires septentrionaux représentait 90 % de ses exportations et 55 % de ses importations.
La corruption représente un défi majeur pour l’économie mexicaine : d'après des études de la Banque mondiale, la corruption politique et économique pourrait représenter 9 % du PIB.
En dépit de l’augmentation du PIB (2,1 % en moyenne entre 2012 et 2014) les revenus des ménages ont baissé de 3,5 % au cours de cette période. Une grande partie des richesses produites étant captées par les grandes fortunes. Selon l’organisation Oxfam, les quatre plus grandes fortunes représentent aujourd'hui 9,5 % du PIB mexicain, contre 2 % en 2002.

## Historique
Après cinq décennies d'instabilité politique suivant l'indépendance du Mexique, les quatre mandats consécutifs de Porfirio Díaz (durant le dernier quart du XIXe siècle) ont permis une croissance économique sans précédent. Cette croissance fut accompagnée d'investissements et d'une immigration européenne, le développement d'un réseau de chemin de fer et l'exploitation des ressources naturelles. Vers 1900, le PIB par habitant atteignit le niveau de celui de l'Argentine et de l'Uruguay, trois fois celui du Brésil ou du Venezuela. La croissance économique moyenne entre 1876 et 1910 s'élevait à 3,3 %.
La fraude et la répression politique, tout comme les considérables inégalités de revenu exacerbées par le système de distribution des terres basé sur les latifundiums, dans lesquels de grandes haciendas appartenaient à une minorité mais où travaillaient des millions de paysans sous-payés vivant dans des conditions précaires, conduisirent à la Révolution mexicaine (1910-1917), un conflit armé qui transforma la structure politique, économique, sociale et culturelle du Mexique durant le XXe siècle sous une social-démocratie naissante. Toutefois, la guerre civile a laissé un bilan sévère à la fois économique et démographique, entre 1910 et 1921. La reconstruction du pays a eu lieu durant les décennies suivantes.

### Développement économique (1930-1980)
La période de 1930 à 1970, surnommée le « miracle mexicain » par les historiens économiques, était une période de croissance économique favorisé par un modèle d'industrialisation par substitution des importations (ISI) qui protégea et encouragea le développement des industries nationales. Grâce au modèle ISI, le pays connut un boum économique grâce auquel les industries augmentèrent rapidement leur production. Les changements importants dans la structure économique comprenaient la distribution gratuite des terres aux paysans assujetti au concept de l’ejido, la nationalisation du pétrole et des compagnies ferroviaires, l'introduction du droit social dans la constitution, l'émergence de syndicats de travailleurs influents et l'amélioration de l'infrastructure. Alors que la population a doublé de 1940 à 1970, le PIB a été multiplié par six.
Le modèle ISI a atteint son maximum à la fin des années 1960. Durant les années 1970, les gouvernements d'Echeverría et de López Portillo, tentèrent d'inclure le développement social dans leurs politiques, un effort qui impliqua plus de dépenses publiques. Avec la découverte de vastes champs pétrolifères à une époque durant laquelle le prix du pétrole montait en flèche et les taux d'intérêt étaient bas et même négatifs, le gouvernement décida d'emprunter sur les marchés financiers internationaux pour investir dans l'entreprise publique pétrolière chargée de l'exploitation du pétrole, qui à son tour semblait fournir une source de revenu à long terme pour promouvoir la protection sociale. En fait, cette méthode induisit une augmentation extraordinaire des dépenses publiques, et le président López Portillo déclara que le temps était venu à apprendre à « gérer la prospérité », quand le Mexique multiplia sa production de pétrole pour devenir le quatrième plus grand exportateur. De 1960 à 1980, le revenu moyen des Mexicains a presque doublé. D'après l’économiste Mark Weisbrot, si l’économie avait continué à croître à ce rythme, les Mexicains auraient aujourd’hui un niveau de vie comparable à celui des Européens.

### Années 1980: une «décennie perdue»
Dans la période de 1981 à 1982 le panorama changea brusquement : le prix du pétrole plongea et les taux d'intérêt augmentèrent, déclenchant la crise de la dette des pays en voie de développement. En 1982, le président López Portillo, juste avant la fin de son mandat, arrêta le paiement de la dette extérieure, dévalua le peso et nationalisa le système bancaire, avec beaucoup d'autres industries qui furent sévèrement affectées par la crise, parmi lesquelles l'industrie de l'acier.
Son successeur Miguel de la Madrid impulse une orientation néolibérale qui affecte spécialement les paysans : les subventions au secteur agricole sont réduites (les aides à la production du café sont quant à elles supprimées), la libéralisation du commerce provoque une hausse des importations qui coule la production locale et la suppression d’importants combinats agricoles font perdre beaucoup d’emplois ruraux. En 1992, la Constitution est modifiée de façon à autoriser la vente des terres communales. Par ailleurs, le gouvernement libéralise le commerce international et les flux de capitaux, privatise des entreprises publiques et abandonne les politiques industrielles et de développement. Les années 1980 sont considérées comme une « décennie perdue », avec une croissance négative du revenu par tête d’habitant.
D'après l’économiste Mark Weisbrot, les « vingt-trois années qui ont suivi la signature de l’Alena se sont soldées par un échec économique défiant toute comparaison historique ou internationale ». Le taux de pauvreté national est plus élevé en 2018 qu’il ne l’était en 1994, et les salaires réels (corrigés de l’inflation) ont à peine augmenté. Durant cette période, le Mexique s’est retrouvé classé au quinzième rang des vingt pays d’Amérique latine en termes de croissance du PIB par habitant. Près de cinq millions d’agriculteurs ont perdu leur travail, incapables de soutenir la concurrence du maïs américain subventionné. Ce bouleversement a contribué à une forte augmentation de l’émigration vers les États-Unis entre 1994 et 2000.

### Quelques dates
- 1938 : nationalisation de la production du pétrole et création de Pemex
- 1976 : dévaluation du peso
- 1982 : dévaluation du peso
- 1986 : entrée à l'OMC*
- 1994 : Adhésion à l'ALENA. Le gouvernement dévalua le peso. Cette décision entraîna la crise économique mexicaine de 1994/1995. Avril : adhésion à l'OCDE
- 1er juillet 2000 : entrée en vigueur d'un traité de libre échange avec l'Union européenne.

## Macroéconomie

### PIB
En 2017, Le PIB mexicain a atteint 1 045,9 milliards de dollars.
Répartition du PIB selon les secteurs économiques en 2017
Agriculture et mines : 4 %
Industrie : 32,7 %
Services : 63,5 %

### Monnaie et taux de change
Le peso mexicain est une monnaie indépendante et convertible sur les marchés des changes, son symbole international est « MXN ». La banque centrale du Mexique suit une politique rigoureuse pour garantir la stabilité du peso.
- Face au dollar américain

Après la forte dévaluation du peso mexicain en 1995, celui-ci a été relativement stable face au dollar.
2000 : 1 dollar = 9,46 pesos
2001 : 1 dollar = 9,34 pesos
2002 : 1 dollar = 9,66 pesos
2003 : 1 dollar = 10,79 pesos
2004 : 1 dollar = 11,29 pesos
juin 2005 : 1 dollar = 10,75 pesos
2018: 1 dollar = 20 pesos
- Face à l'euro

Les fortes fluctuations de l'euro face aux autres monnaies internationales (notamment face au dollar américain) se sont aussi fait sentir face au peso mexicain.
2002 : 1 euro = 10,7 pesos
2004 : 1 euro = 15,2 pesos
2005 : 1 euro = 12,5 pesos
2008 : 1 euro = 16,2 pesos
2009 : 1 euro = 19 pesos
2011 : 1 euro = 17,98 pesos
2018: 1 euro= 23 pesos

### Commerce extérieur

#### Principaux partenaires commerciaux
- Exportations

États-Unis : 85,3 %
Canada : 2,2 %
Brésil : 1,6 %
- Importations

États-Unis : 53,7 %
Chine : 7 %
Japon : 5,1 %
Les États-Unis absorbent plus de 80 % des exportations mexicaines, ce qui place le pays latino-américain dans une situation de dépendance extrême qui le contraint bien souvent à accepter les exigences de Washington.

#### Balance commerciale
Formule : Balance Commerciale = Exportations - Importations
Le solde de la balance commerciale est négatif depuis plusieurs années. La prospérité économique du Mexique l'a rendu moins compétitif en ce qui concerne les industries traditionnelles très consommatrices de main-d'œuvre (textile, jouet…) notamment face à des pays comme la Chine. La concurrence asiatique menace les exportations mexicaines vers les États-Unis ainsi que le marché local où de nombreux produits bas de gamme sont importés d'Asie. La Chine est aujourd'hui le deuxième partenaire commercial des États-Unis, place qu'occupait le Mexique auparavant. La Chine est aussi devenue le deuxième partenaire commercial du Mexique notamment du fait de l'augmentation des importations de produits chinois au Mexique.
2002 : Balance commerciale = 171 - 193 = -22 milliards de dollars
2003 : Balance commerciale =
2004 : Balance commerciale = 182,4 - 190,8 = -8,4 milliards de dollars
- Maquiladoras

Le Mexique exporte plus de 80 % de ses produits. Les maquiladoras subissent, depuis le début des années 2000, la concurrence de main-d'œuvre chinoise beaucoup moins chère (le salaire horaire était 4 fois inférieur en 2000).
- Pétrole

Le Mexique exporte presque la moitié de son pétrole aux États-Unis.
Les exportations de pétrole représentent entre 7 et 10 % des recettes de l'État mexicain.
Le Mexique est le plus grand fournisseur, avec 1,495 million de barils quotidiens (soit environ 45 % de la production du Mexique) en février 2003, contre 1,405 million de barils pour le Canada et 1,397 million de barils pour l'Arabie saoudite. 
Source: Département de l'Énergie américain
- Minerai

Le Mexique est aussi un grand exportateur de minerais, tel que l'argent dont il est le premier producteur mondial.
- Traités de libre-échange

Plus de 80 % des exportations mexicaines sont faites avec ses deux partenaires de l'ALENA, c'est-à-dire avec les États-Unis et le Canada. En plus de l'ALENA, le Mexique a signé de nombreux traités de libre-échange, notamment avec l'Union européenne, Israël, le Japon… Il fait également partie de la Coopération économique pour l'Asie-Pacifique (APEC).
- Cacao

Le Mexique produit aussi beaucoup de cacao.

### Dette

#### Définition
Formule : Dette intérieure + Dette extérieure = Dette publique
- La dette intérieure : désigne les dettes à payer aux personnes résidant dans le même pays que l'État (la dette interne n'est généralement pas sensible aux fluctuations de la monnaie nationale).
- La dette extérieure : désigne l'ensemble des sommes qu'un pays doit rembourser à des étrangers (la dette extérieure est sensible aux fluctuations de la monnaie nationale).
- La dette publique : désigne l'ensemble des engagements financiers futurs de l'État, des collectivités publiques, et des organismes qui en dépendent directement (entreprises publiques, sécurité sociale…)

#### Dette extérieure
La dette extérieure a connu une forte augmentation entre 1982 et 2000, passant de 57 à 157 milliards de dollars. La dette extérieure s'est stabilisée et tend à décroître ces dernières années.
Comme c'est souvent le cas, le Mexique a remboursé au cours des vingt dernières années bien plus qu'il ne devait d'argent au début ou même aujourd'hui. Il a remboursé, 478 milliards de 1982 à 2001.
Source : Banque mondiale
- Historique de la dette extérieure mexicaine :

2000 : 157 milliards de dollars
2001 :
2002 :
2003 :
2004 : 149,9 milliards de dollars
- Montant consacré au remboursement de la dette extérieure :

2002 : 23,41 milliards de dollars

## Fiscalité
Entre 2007 et 2015, les entreprises et les Mexicains les plus fortunés ont bénéficié de plus de 56 milliards de dollars d'annulation d’impôts. Ces mesures ont été adoptées par le Congrès mexicain sur demande des présidents Felipe Calderón et Enrique Peña Nieto,

## Investissement étrangers

### IDE
En 2000, le Mexique a reçu 13 milliards de dollars en investissements directs étrangers. (À comparer aux 42 milliards investis en IDE en Amérique latine en 2002).

### Présence étrangère
De nombreuses firmes du secteur automobiles ont des usines de production au Mexique : en 2004, General Motors a produit 430 000 véhicules au Mexique, Nissan 350 000, Chrysler 344 000, Volkswagen 300 000, Ford 147 000.
- États-Unis : Alcoa, Motorola, Weiser Lock, Master Lock.
- France : Accor, Danone.

## Social

### Pays à revenu moyen
Le Mexique est un pays à revenu moyen. En 2004, le PIB par habitant s'élevait à 9 600 dollars (en PPA). (Source: OCDE)
Depuis 2004, le pays a connu une croissance économique. En 2006, le PIB par habitant s'élevait à 11 200 dollars (en PPA). (Source : [OCDE])

### Répartition inégale des richesses

#### Au sein de la population
En 2018, 48 % de la population vit dans la pauvreté. La pauvreté est restée, d'après cette institution, au même niveau qu'avant la crise économique de 1995.
Le Mexique est l'un des pays où la répartition des richesses est la plus inégale au monde. Cette inégalité est mesurée à travers l'indice de Gini. Plus l’indice est élevé et plus les inégalités de répartition des richesses sont fortes. En 2018, 1 % des plus riches concentrent 36 % de la richesse nationale.
Comparaison d'indices de Gini :
- Brésil (1998) : 60,7
- Mexique (1998) : 53,1
- États-Unis (2004) : 45
- France (1995) : 32,7

#### Selon les États
Le Mexique souffre considérablement de son territoire étendu et de sa situation géographique entre Amérique Centrale et Amérique du Nord. Les richesses sont ainsi très inégalement réparties. La ville-État de Mexico est évidemment le centre économique du pays. Ici se centralisent beaucoup de richesses, les centres culturels et les universités de renom. Au Nord, plus on se rapproche des États-Unis, plus les richesses abondent, même si la pauvreté est très présente du fait de l'afflux de Mexicains en direction de la frontière. Des villes comme Tijuana, par exemple, sont à la fois terriblement riches et terriblement pauvres. La drogue n'arrange pas ce contexte, dans ce qu'on appelle le corridor de la drogue. Au sud, les États de Guerrero, Chiapas et Oaxaca sont pauvres, très en retard au niveau développement. C'est ce qu'on appelle la partie pauvre du Mexique. Très ruraux, sous-développés, mais avec des infrastructures qui vont en s'améliorant, ces États attirent car y sont implantés des spots touristiques, comme Acapulco dans le Guerrero, Huatulco et Puerto Escondido dans l'Oaxaca et l'État du Chiapas, s'ouvrant au tourisme de masse et dont 8 % de la population a émigré aux États-Unis.

### Emploi et salaire
Les salaires sont très bas, sauf dans les maquiladoras (environ deux fois plus élevés qu'au sud), à la frontière des États-Unis. Le taux de chômage est élevé.[réf. nécessaire]
Le salaire minimum varie selon le métier et la situation géographique. En effet, la Comisión Nacional de Salarios Mínimos (CNSM) fixe des salaires pour chaque catégorie de métiers et les trois zones du pays. En 2003, le salaire minimal était de 43,65 pesos par jour (soit moins de 5 euros par jour) dans la capitale. Les Mexicains qui gagnent le minimum légal ne doivent pas payer d'impôts[réf. nécessaire].
La Commission économique pour l'Amérique latine et les Caraïbes (Cepal) souligne en 2014 que le salaire minimum mexicain est inférieur au seuil de pauvreté, ne représentant que 66 % de celui-ci. Le salaire minimum mexicain ne cesse de baisser depuis 1980. Il a perdu « 70 % de pouvoir d'achat », indique la Cepal, en raison notamment de l'inflation.
La Loi fédérale du travail (Ley Federal del Trabajo), ainsi que la Constitution fixent des règles en matière d'emploi et de salaires.
Le salaire mensuel du président Felipe Calderón Hinojosa s'élève à 150 530 pesos, soit approximativement 7 800 euros. Sa retraite d'ancien président de la République s’élève à 205 milles pesos mensuels.
En 2018, plus de trois millions d'enfants sont contraints de travailler en raison de la pauvreté.
Quelque 60 % des actifs travaillent dans l'économie informelle, et 15 % aux États-Unis.
Les employées de maison mexicaines, en situation précaire et souvent exploitées par leurs patrons, ont été particulièrement exposées à la pandémie de Covid-19 en 2020. « Au-delà des transports, les domestiques s’exposent aux contagions, en faisant les courses de leurs employeurs sur des marchés, par exemple », souligne le sociologue Héctor Hernández Bringas. La précarité constitue un facteur aggravant : ainsi 99 % des femmes de ménage n’ont ni contrat de travail ni couverture sociale.

## Politique
Dans quelques pays de langue espagnole, on utilise le terme hacienda pour se référer au ministère chargé de l'économie. Les ministres sont souvent appelés secrétaires, par calque du système politique des États-Unis et sont désignés par le président en tour.
Le fonctionnaire chargé actuellement de l'Économie du Mexique s'appelle Agustín Carstens Carstens et porte le titre de Gouverneur de la Banque du Mexique (Banxico) ou plus simplement Directeur de la Banque Centrale.
Voici quelques thèmes abordés par le gouvernement et parlement (2002) :
- privatisation du secteur de l'électricité et de l'énergie.
- affaire Pemex ou Pemexgate
- éventuelle contagion de la crise économique argentine

Prévisions et objectifs pour l'année 2002
- déficit budgétaire inférieur à 0,65 % du PIB

## Organisations
Le Mexique est membre de :
- L'Accord de libre-échange nord-américain (ALENA) qui regroupe les États-Unis, le Canada et le Mexique.
- L'OCDE: Organisation qui regroupe les pays développés

Autres organisations
- Canacintra : Cámara Nacional de la Industria de la Transformación
- Concanaco : Confederación de Cámaras Nacionales de Comercio
- CMHN: Consejo Mexicano de Hombres de Negocios

RNN kéba